# Franz Federschmidt
Franz Henry Federschmidt (ur. 21 lutego 1894 w Filadelfii, zm. 14 kwietnia 1956 tamże) – amerykański wioślarz, srebrny medalista olimpijski.
Wystąpił na igrzyskach olimpijskich w Antwerpii w 1920, gdzie reprezentanci USA w składzie: Kenneth Myers, Carl Klose, Franz Federschmidt, Erich Federschmidt i Sherman Clark (sternik) zdobyli srebrny medal w czwórkach ze sternikiem. W finale o 4 sekundy przegrali z osadą Szwajcarii. Był to jego jedyny start olimpijski.
Był inżynierem. Zmarł na raka jelita grubego.
Erich Federschmidt był jego młodszym bratem.